# 陳穎 (射擊運動員)
陈颖（1977年11月4日—），北京人，中华人民共和国国家射击队运动员、2008年北京奥运会金牌得主、2012年伦敦奥运会银牌得主。

## 生涯
1990年，陈颖刚刚小学毕业，由体育老师介绍参加了北京崇文业余体校的射击队队员选拔训练。16歲時，她被选入北京射击队。2001年，入选中国国家射击队，在首年入選國家隊時，她曾在九運會奪得了女子個人25米运动手枪小項及女子個人25米氣手槍小項的兩面金牌。
2002年，陈颖在芬兰举行的世界射擊錦標賽的女子團體25米手槍小項中，以687.2环成绩获得金牌。同年，她在釜山亚运会的女子25米运动手枪项目中，以693.6环的成绩夺得金牌，战胜世界冠军陶璐娜（690.9环）。同年的羅馬站和上海站世界杯中，她成為了女子個人25米手槍小項的冠軍得主。翌年的亞非運動會中，她成為了第一個的女子個人25米手槍小項的金牌得主。隨後，她又在德國和意大利贏得兩個世界錦標。
2004年，陈颖又贏得了在雅典進行的世界射擊賽中的女子個人25米手槍小項金牌，成績為694.9環。隨後8月的雅典奧運，她在女子個人10米氣手槍小項最終得第4位。次年，她在5月時的美國站世界杯中以0.1環之差奪得女子個人25米手槍小項的冠軍，並取得了北京奧運射擊項目的參與資格。同年8月在德國的總決賽中，她得到女子個人25米手槍小項第一名。
2006年，陈颖在克羅地亞的世界錦標賽以總成績792.8環贏得女子個人25米手槍小項的金牌。同時，她又與胡军和費逢吉奪得了女子團體10米氣手槍小項以14環的差距贏得冠軍。之後，她先後在廣州、慕尼克和羅馬獲得三個亞軍。12月時的多哈亞運，她先在12月3日的女子团体10米气手枪中，与陶璐娜、郭文珺以1161環奪得金牌。兩日後，她再以792.2環掄下女子個人25米手槍小項金牌以及和陶璐娜、曹英以1749環贏得女子團體25米手槍小項金牌。2007年4月，陈颖在美國站中以792.7環的成績在女子個人25米手槍小項為中國贏得該賽事的第三面金牌。
2008年2月，她被评为2007年度国际射联“最佳女枪手”。在2008年北京奥运会女子25米运动手枪比赛中，陈颖在预赛中落后排名第一的射手5环，但在随后的决赛中上演大逆转，最终以破奥运决赛纪录的793.4环成绩夺得金牌。这是中国继1996年亚特兰大的李对红后，再次获得这个奥运项目冠军。同年11月，陈颖与孙晓凯结婚，国家体育总局局长刘鹏以北京奥运会上所有中国冠军的签名册作为贺礼，婚礼证婚人为陈颖教练秦彰。
2012年，陈颖代表中国出戰英國倫敦舉行的奥林匹克运动会射擊比賽女子25米手槍賽事，获得银牌。2014年仁川亚运会射击比赛中，她获得女子25米手枪项目亚军，冠军为队友张靖婧。2016年，陈颖出征里约奥运会，是中国代表团中年纪最大的运动员（39岁）。她在2016年夏季奥林匹克运动会射击女子25米手枪比赛项目中打出570环排名30，止步资格赛。
2017年7月，陈颖和杜丽分别当选中国国家射击队女子手枪和步枪教练员。